# Lynchia suvaensis
Lynchia suvaensis är en tvåvingeart som beskrevs av Joseph Charles Bequaert 1941. Lynchia suvaensis ingår i släktet Lynchia och familjen lusflugor.
Artens utbredningsområde är Fiji. Inga underarter finns listade i Catalogue of Life.